# Bahnstrecke Leipzig-Plagwitz–Markkleeberg-Gaschwitz
| |                         |                                                       |                                                       |
| Streckennummer: | 6379; sä. PG            |                                                       |                                                       |
| Kursbuchstrecke (DB): | 501.2 (2002)            |                                                       |                                                       |
| Kursbuchstrecke: | 148f (1934) 176g (1946) |                                                       |                                                       |
| Streckenlänge: | 8,716 km                |                                                       |                                                       |
| Spurweite: | 1435 mm (Normalspur)    |                                                       |                                                       |
| Streckenklasse: | D4                      |                                                       |                                                       |
| Stromsystem: | 15 kV, 16,7 Hz ~        |                                                       |                                                       |
| Maximale Neigung: | 9 ‰                     |                                                       |                                                       |
| Minimaler Radius: | 300 m                   |                                                       |                                                       |
| |                         |                                                       |                                                       |
| \| \| \| von Leipzig-Leutzsch \| \| \| \| \| von Leipzig-Connewitz \| \| \| \| (0,000) \| Leipzig-Plagwitz Industriebf \| Leipzig-Plagwitz Industriebf \| \| \| -0,150 \| Leipzig-Plagwitz \| Leipzig-Plagwitz \| \| \| \| nach Leipzig-Miltitzer Allee \| \| \| \| \| (Verbindungsgleise) \| \| \| \| \| \| \| \| \| \| nach Lindenau Ldst \| \| \| \| \| nach Pörsten \| \| \| \| \| (neue Verbindungsbahn von 1907) \| \| \| \| 1,10 \| Leipzig Schwartzestraße \| Leipzig Schwartzestraße \| \| \| 1,252 \| (Streckenbeginn im Bf Leipzig-Plagwitz seit 2011) \| (Streckenbeginn im Bf Leipzig-Plagwitz seit 2011) \| \| \| \| \| \| \| \| \| nach Probstzella \| \| \| \| 2,080 \| Leipzig-Kleinzschocher \| Leipzig-Kleinzschocher \| \| \| \| Dieskaustraße \| \| \| \| \| Küchenholzallee \| \| \| \| 3,340 \| Weiße Elster \| Weiße Elster \| \| \| 3,430 \| Bahnübergang Brückenstraße \| Bahnübergang Brückenstraße \| \| \| 3,640 \| Elsterhochflutbett \| Elsterhochflutbett \| \| \| 5,00 \| Elsterfloßgraben \| Elsterfloßgraben \| \| \| 5,20 \| Wegunterführung Equipagenweg (etwa 8 m) \| Wegunterführung Equipagenweg (etwa 8 m) \| \| \| 5,585 \| Markkleeberg West (ehem. Personenbf, früher Gautzsch) \| Markkleeberg West (ehem. Personenbf, früher Gautzsch) \| \| \| 5,940 \| Koburger Straße \| Koburger Straße \| \| \| 6,180 \| Markkleeberg Mitte \| Markkleeberg Mitte \| \| \| 6,60 \| Rathausstraße, ehem. Straßenbahnlinie 9 \| Rathausstraße, ehem. Straßenbahnlinie 9 \| \| \| 7,418 \| Seenallee (S 46) \| Seenallee (S 46) \| \| \| 8,600 \| Markkleeberg-Großstädteln \| Markkleeberg-Großstädteln \| \| \| 8,630 \| Zöbigker Straße \| Zöbigker Straße \| \| \| \| von Leipzig Bayer Bf \| \| \| \| 9,968 \| Markkleeberg-Gaschwitz \| Markkleeberg-Gaschwitz \| \| \| \| nach Hof \| \| |                         |                                                       |                                                       |
| Strecke |                         | von Leipzig-Leutzsch                                  | von Leipzig-Leutzsch                                  |
| Strecke · Strecke von links (außer Betrieb) |                         | von Leipzig-Connewitz                                 | von Leipzig-Connewitz                                 |
| Strecke · Dienststation / Betriebs- oder Güterbahnhof (Strecke außer Betrieb) | (0,000)                 | Leipzig-Plagwitz Industriebf                          | Leipzig-Plagwitz Industriebf                          |
| Bahnhof · Strecke (außer Betrieb) | -0,150                  | Leipzig-Plagwitz                                      | Leipzig-Plagwitz                                      |
| Abzweig geradeaus und nach rechts · Strecke (außer Betrieb) |                         | nach Leipzig-Miltitzer Allee                          | nach Leipzig-Miltitzer Allee                          |
| Abzweig geradeaus und ehemals von links · Abzweig geradeaus und nach rechts (Strecke außer Betrieb) |                         | (Verbindungsgleise)                                   | (Verbindungsgleise)                                   |
| Strecke · Abzweig geradeaus und nach links (Strecke außer Betrieb) · Strecke von rechts (außer Betrieb) |                         |                                                       |                                                       |
| Kreuzung geradeaus unten (Querstrecke außer Betrieb) · Kreuzung geradeaus unten (Strecken außer Betrieb) · Strecke nach rechts (außer Betrieb) |                         | nach Lindenau Ldst                                    | nach Lindenau Ldst                                    |
| Abzweig geradeaus und ehemals nach rechts · Strecke (außer Betrieb) |                         | nach Pörsten                                          | nach Pörsten                                          |
| Abzweig geradeaus und ehemals nach links · Abzweig geradeaus und von rechts (Strecke außer Betrieb) |                         | (neue Verbindungsbahn von 1907)                       | (neue Verbindungsbahn von 1907)                       |
| Strecke · Haltepunkt / Haltestelle (Strecke außer Betrieb) | 1,10                    | Leipzig Schwartzestraße                               | Leipzig Schwartzestraße                               |
| Kilometer-Wechsel · Strecke (außer Betrieb) | 1,252                   | (Streckenbeginn im Bf Leipzig-Plagwitz seit 2011)     | (Streckenbeginn im Bf Leipzig-Plagwitz seit 2011)     |
| Abzweig geradeaus und nach links · Abzweig ehemals geradeaus und von rechts |                         |                                                       |                                                       |
| Strecke nach rechts · Strecke |                         | nach Probstzella                                      | nach Probstzella                                      |
| ehemaliger Haltepunkt / Haltestelle | 2,080                   | Leipzig-Kleinzschocher                                | Leipzig-Kleinzschocher                                |
| |                         | Dieskaustraße                                         |                                                       |
| |                         | Küchenholzallee                                       |                                                       |
| Brücke über Wasserlauf | 3,340                   | Weiße Elster                                          | Weiße Elster                                          |
| | 3,430                   | Bahnübergang Brückenstraße                            | Bahnübergang Brückenstraße                            |
| Brücke | 3,640                   | Elsterhochflutbett                                    | Elsterhochflutbett                                    |
| Brücke über Wasserlauf | 5,00                    | Elsterfloßgraben                                      | Elsterfloßgraben                                      |
| Kreuzung geradeaus oben | 5,20                    | Wegunterführung Equipagenweg (etwa 8 m)               | Wegunterführung Equipagenweg (etwa 8 m)               |
| Dienststation / Betriebs- oder Güterbahnhof | 5,585                   | Markkleeberg West (ehem. Personenbf, früher Gautzsch) | Markkleeberg West (ehem. Personenbf, früher Gautzsch) |
| | 5,940                   | Koburger Straße                                       | Koburger Straße                                       |
| Haltepunkt / Haltestelle | 6,180                   | Markkleeberg Mitte                                    | Markkleeberg Mitte                                    |
| | 6,60                    | Rathausstraße, ehem. Straßenbahnlinie 9               | Rathausstraße, ehem. Straßenbahnlinie 9               |
| | 7,418                   | Seenallee (S 46)                                      | Seenallee (S 46)                                      |
| ehemaliger Haltepunkt / Haltestelle | 8,600                   | Markkleeberg-Großstädteln                             | Markkleeberg-Großstädteln                             |
| | 8,630                   | Zöbigker Straße                                       | Zöbigker Straße                                       |
| Abzweig geradeaus und von links |                         | von Leipzig Bayer Bf                                  | von Leipzig Bayer Bf                                  |
| Bahnhof | 9,968                   | Markkleeberg-Gaschwitz                                | Markkleeberg-Gaschwitz                                |
| Strecke |                         | nach Hof                                              | nach Hof                                              |

Die Bahnstrecke Leipzig-Plagwitz–Markkleeberg-Gaschwitz, auch Waldbahn genannt, ist eine elektrifizierte Hauptbahn in Sachsen, die zum Leipziger Güterring gezählt wird. Sie verläuft vom Bahnhof Leipzig-Plagwitz über Leipzig-Kleinzschocher zum Bahnhof Markkleeberg-Gaschwitz. Die Strecke dient heute vorwiegend dem Umleitungsverkehr bei Trassenengpässen auf den zweigleisigen Güterverkehrsstrecken in Leipzig.

## Geschichte

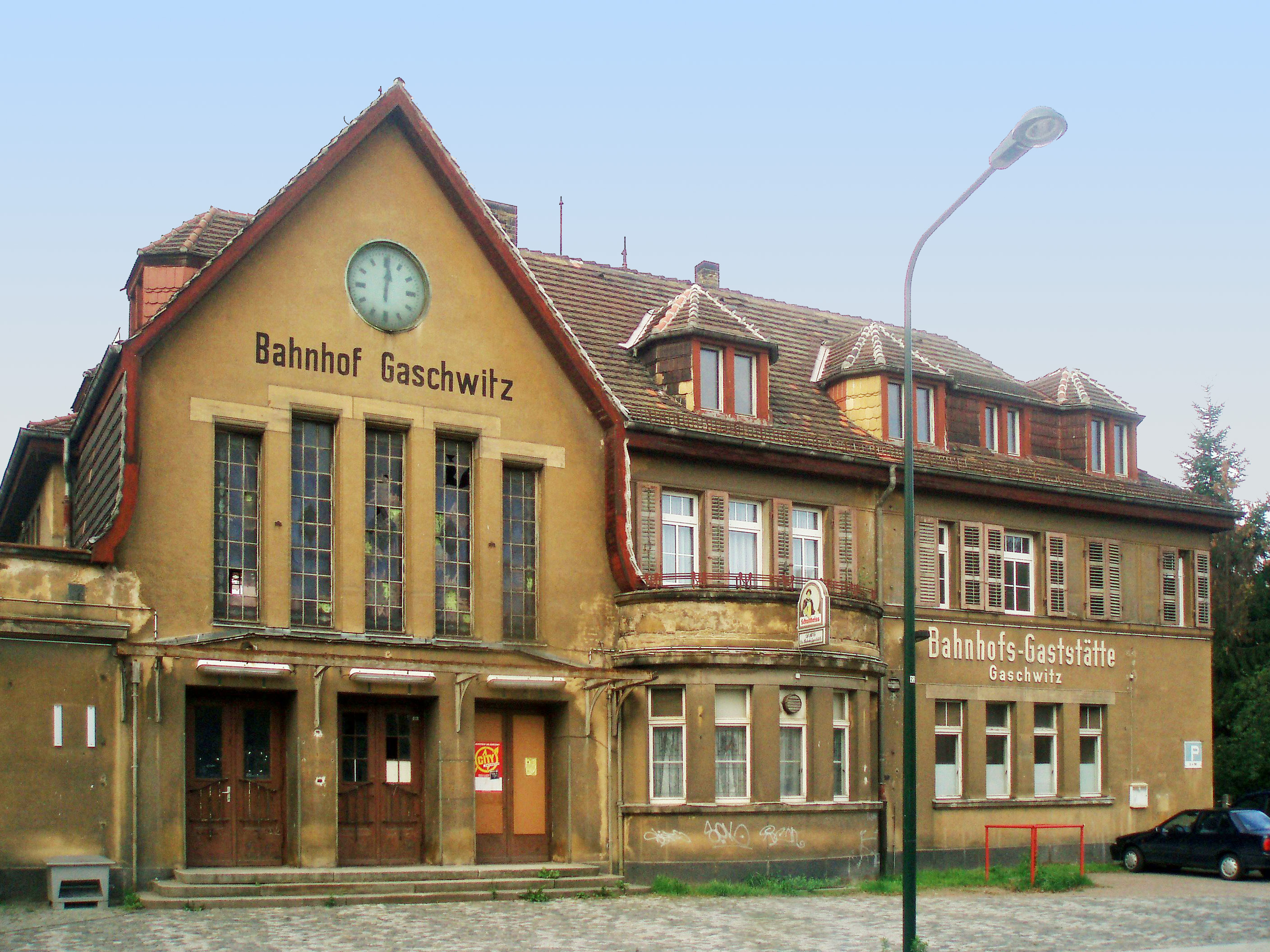
Bahnhof Markkleeberg-Gaschwitz

Die 1879 eröffnete Strecke war ursprünglich die erste als Sekundärbahn errichtete Bahnstrecke in Sachsen. Mit ihr sollten vor allem die seinerzeit noch selbstständigen Orte Plagwitz und Lindenau am westlichen Stadtrand von Leipzig unter Umgehung preußischer Abschnitte an das Netz der Sächsischen Staatsbahn angeschlossen werden.
Im Jahr 1907 wurde die Strecke zur Hauptbahn umgebaut und in den preußischen Bahnhof Plagwitz-Lindenau Pr. Stb. (heute: Leipzig-Plagwitz) neu eingebunden. Die alte direkte Trasse zum sächsischen Bahnhof Plagwitz-Lindenau Sächs. Stb. (heute: Leipzig-Plagwitz Industriebf) wurde später ganz aufgegeben. Am 25. Mai 1963 wurde der elektrische Betrieb aufgenommen.
Ab 1969 war die Strecke Teil der ersten Leipziger S-Bahn-Linie A, ab 1984 der Linie C. Wegen Überlastung des Bahnhofes Gaschwitz endeten etwa die Hälfte der Züge in den ersten Jahren des S-Bahn-Betriebes in Markkleeberg West. Weil die Umsteigebeziehungen dort sehr ungünstig waren (der Fußweg vom Bahnhof Markkleeberg West zum Haltepunkt Markkleeberg an der Strecke Leipzig–Hof war 1,2 km lang), wurde in den frühen 1970er Jahren der Haltepunkt Markkleeberg Mitte an der Rathausstraße neu angelegt. Ein zusätzliches Stumpfgleis, das vom Bahnhof Markkleeberg West ausging, ermöglichte es, die endenden Züge ebenfalls bis dorthin zu führen. Mit dem Rückgang der Bergbauaktivitäten im Süden von Leipzig zu Beginn der 1990er Jahre wurde es möglich, alle Züge bis Gaschwitz verkehren zu lassen. Das Stumpfgleis wurde daraufhin wieder außer Betrieb genommen.
Die politische Entwicklung in den 1990er Jahren ließ die Fahrgastzahlen auf dieser Strecke stark zurückgehen. Markkleeberg wehrte sich erfolgreich gegen eine Eingemeindung nach Leipzig, dadurch wurden Fahrten über diese Stadt von Plagwitz oder Grünau nach Connewitz oder Stötteritz teurer als über den längeren Weg über Leipzig Hauptbahnhof. Zusätzlich orientierte man die Anschlüsse in Plagwitz auf Verbindungen von und nach Leipzig-Grünau. Die Übergangszeit von der Linie S1 zur S3 in Plagwitz lag bei von vielen Reisenden als unzumutbar empfundenen 19 Minuten. Nachdem diese Linie Ende der 1990er Jahre auf einen Pendelverkehr Leipzig-Plagwitz–Markkleeberg-Gaschwitz verkürzt worden war und zuletzt nur mit einzelnen Dieseltriebwagen befahren wurde, erfolgte zum Fahrplanwechsel am 15. Dezember 2002 die Einstellung des planmäßigen Personenverkehrs, obwohl noch die Einrichtung eines zusätzlichen Haltepunktes am Cospudener See vorgesehen war. Lokaler Güterverkehr wird seit dem 31. Dezember 2004 nicht mehr bedient.

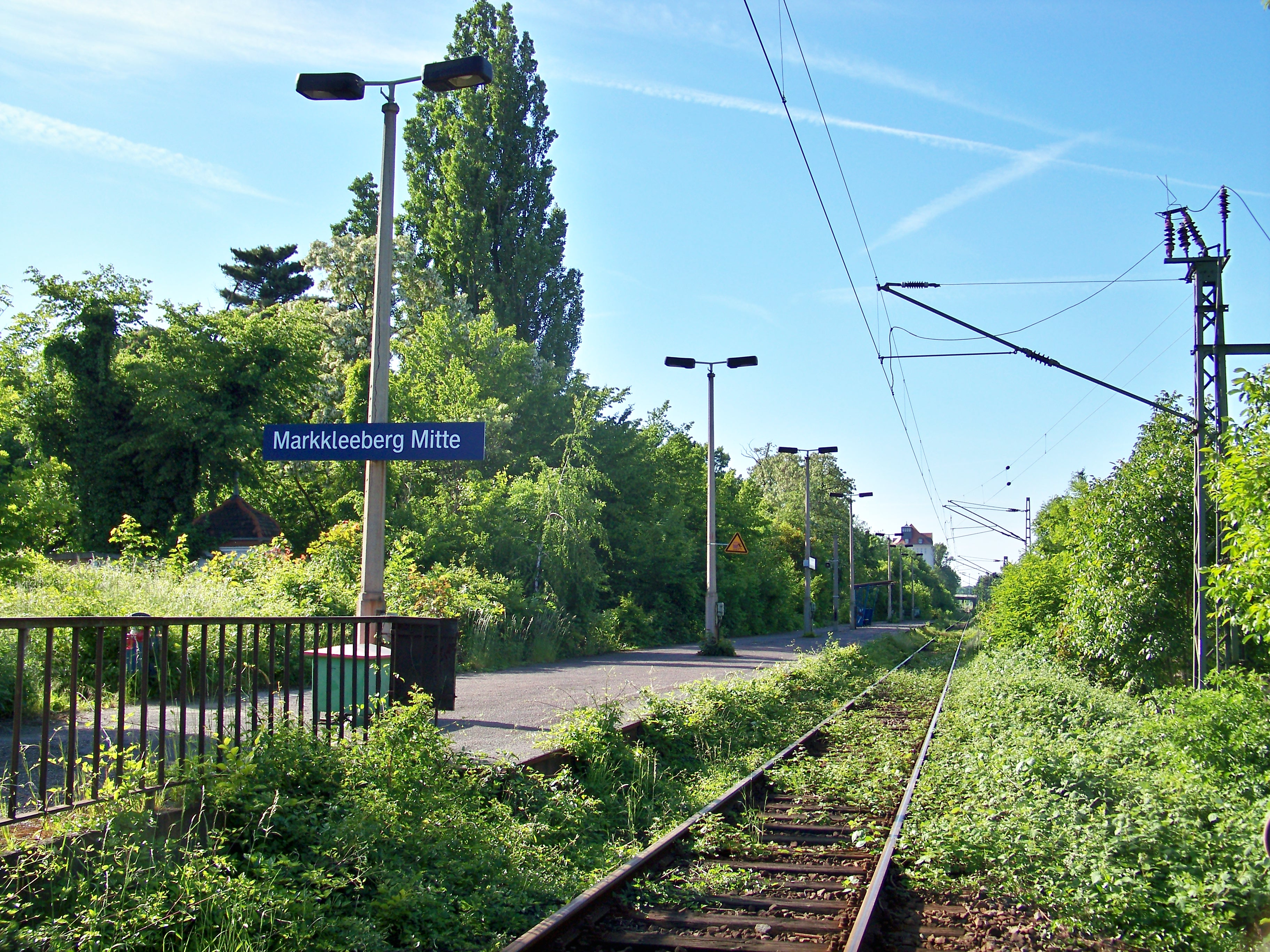
Haltepunkt Markkleeberg Mitte (Mai 2009)

Nach der Einstellung des planmäßigen Personenverkehrs gab es Gedankenspiele über die Stilllegung der Bahnstrecke, welche von der Stadt Markkleeberg sogar aktiv gefordert wurden. Bedingt durch häufige Engpässe am Eisenbahnknoten Leipzig ist inzwischen der Erhalt gesichert. Gegen eine Reaktivierung für den Güterverkehr hatte sich eine Bürgerinitiative gebildet.
Nach Einstellung des planmäßigen Reiseverkehrs wurde die Strecke bei Bauarbeiten im Leipziger Raum, z. B. im Zusammenhang mit den netzergänzenden Maßnahmen des Projekts City-Tunnel Leipzig, auch als gelegentliche Umleitungsstrecke für Regionalzüge verwendet. Vom 25. November 2012 bis zum 14. Dezember 2013 war sie die einzige Verbindung zwischen dem Hauptbahnhof Leipzig und den südlich liegenden Zielen, da der östliche Eisenbahnring zwischen den Bahnhöfen Leipzig-Stötteritz und Gaschwitz im Zuge der Strecke Leipzig–Hof baubedingt komplett gesperrt wurde. Daher wurde der gesamte Zugverkehr zwischen Leipzig und Altenburg sowie Borna über die Strecke Leipzig-Plagwitz–Markkleeberg-Gaschwitz umgeleitet (sofern nicht im Schienenersatzverkehr erbracht).
Am Bahnübergang Rathausstraße in Markkleeberg (Posten 1) existierte bis zum 4. Dezember 2015 die letzte in Leipzig in Betrieb befindliche Kreuzung von Straßen- und Eisenbahn. Die Fahrleitung der beiden elektrifizierten Strecken war im Kreuzungsbereich umschaltbar, jedoch wurde sie in den letzten Jahren ständig mit der Straßenbahngleichspannung gespeist. Für die Fernbahn bestanden deshalb auf beiden Seiten Systemtrennstellen. Der Überwegbereich wurde mit ausgeschaltetem Hauptschalter, jedoch aufgebügelt befahren. Die Straßenbahnstrecke nach Markkleeberg West wurde bis zum 27. November 2015 von der Linie 9 befahren. Nach dem Ausbau der Gleiskreuzung und dem Abbau der Straßenbahnfahrleitung war der Fahrleitungsabschnitt über der Straße bis zum Ausbau der Streckentrenner 2019 fest geerdet. Im Herbst 2018 wurde die mechanische Schrankenanlage durch eine RBÜT des Herstellers Pintsch-Bamag ersetzt.

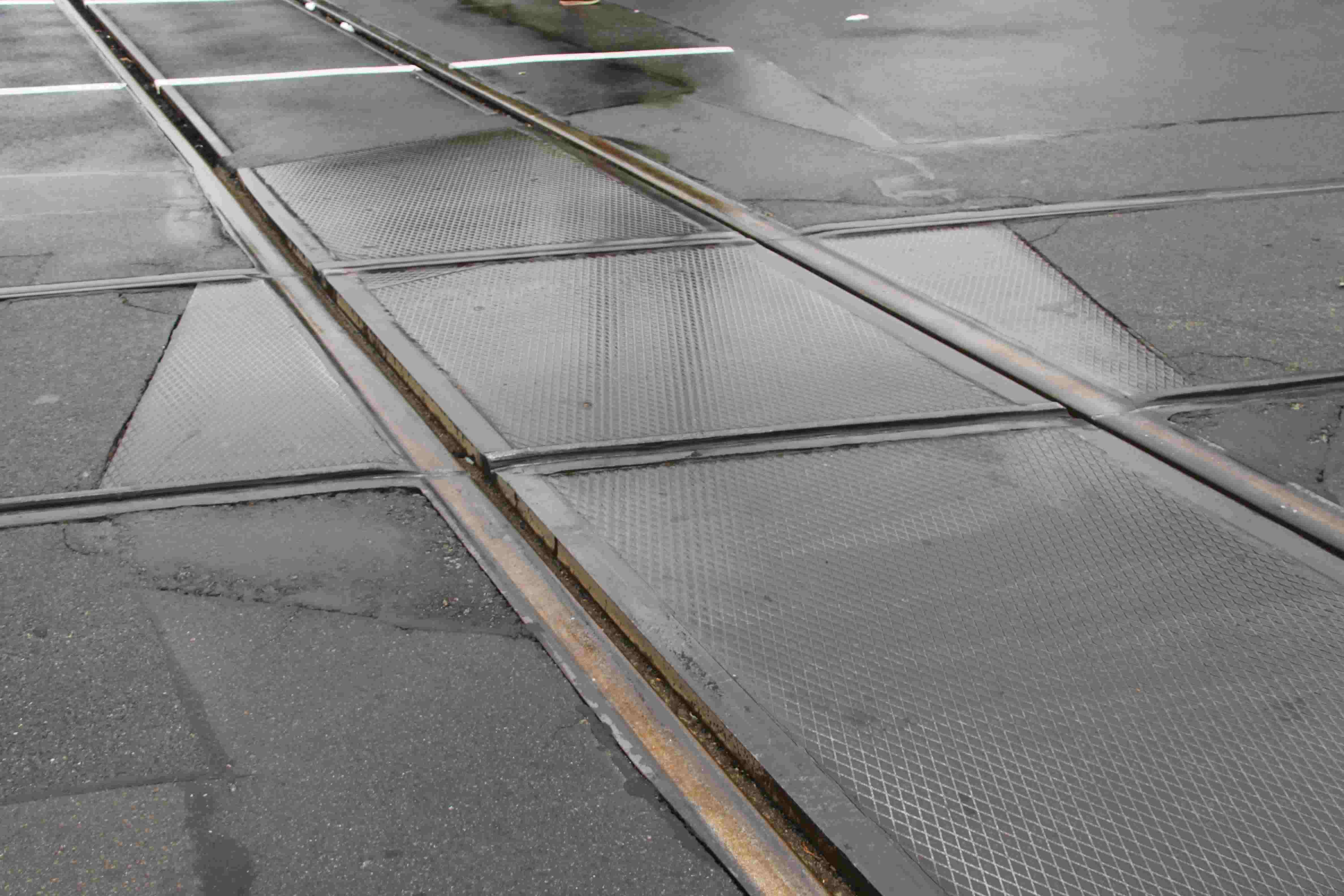
ehem. Kreuzung von Eisen- und Straßenbahn
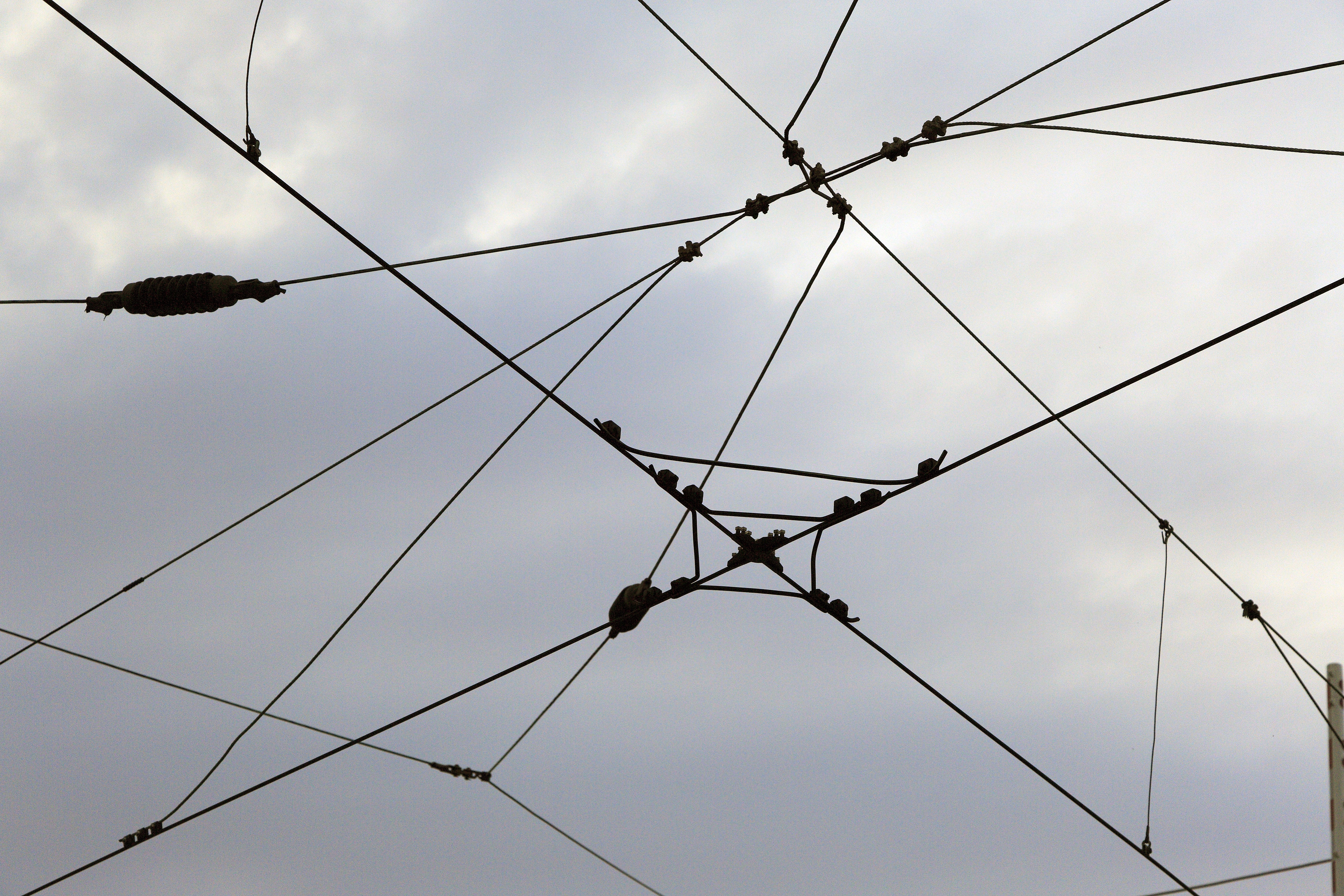
Fahrleitungskreuzung, die Fahrdrahtspannung war umschaltbar
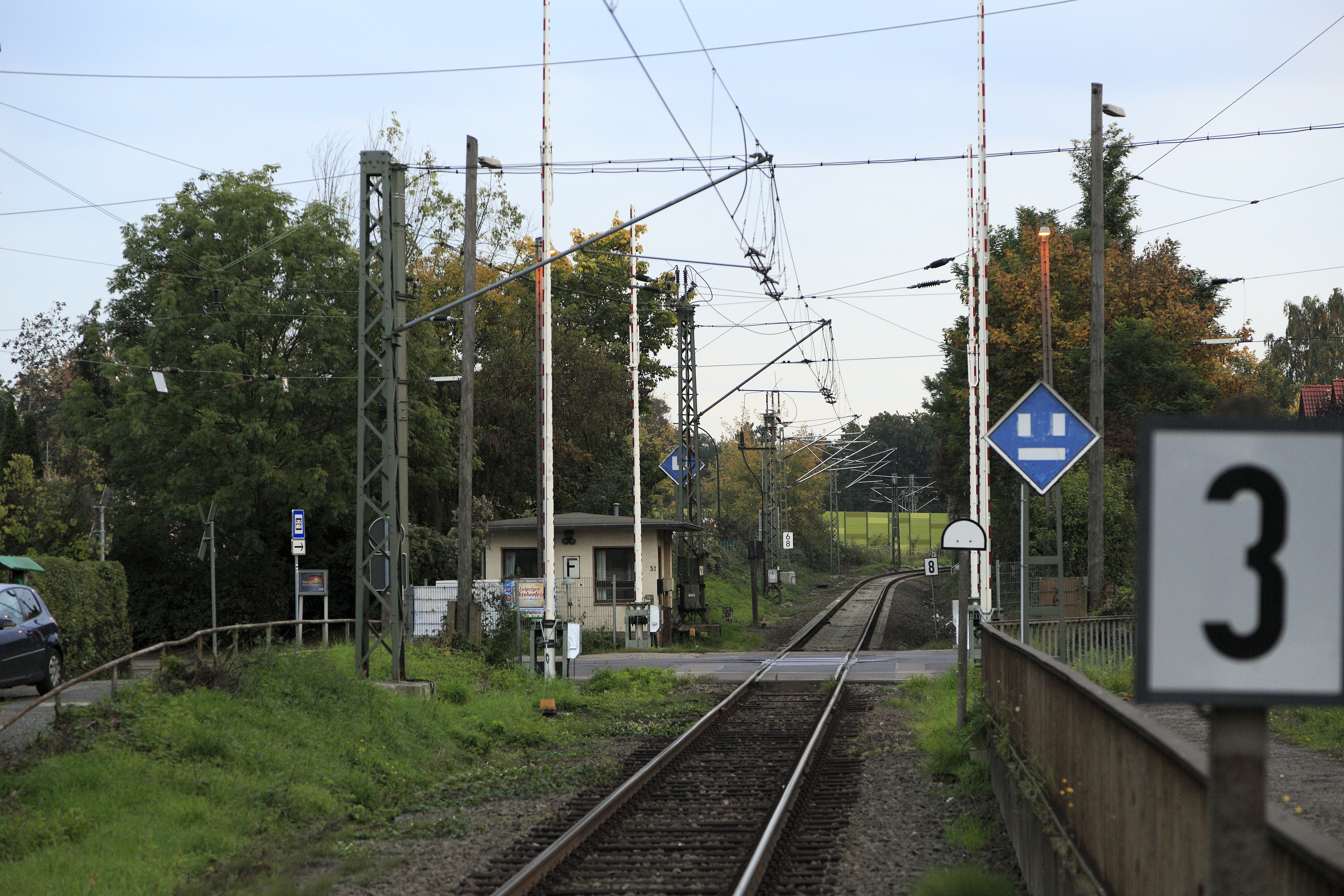
Fahrleitung mit Systemtrennstellen
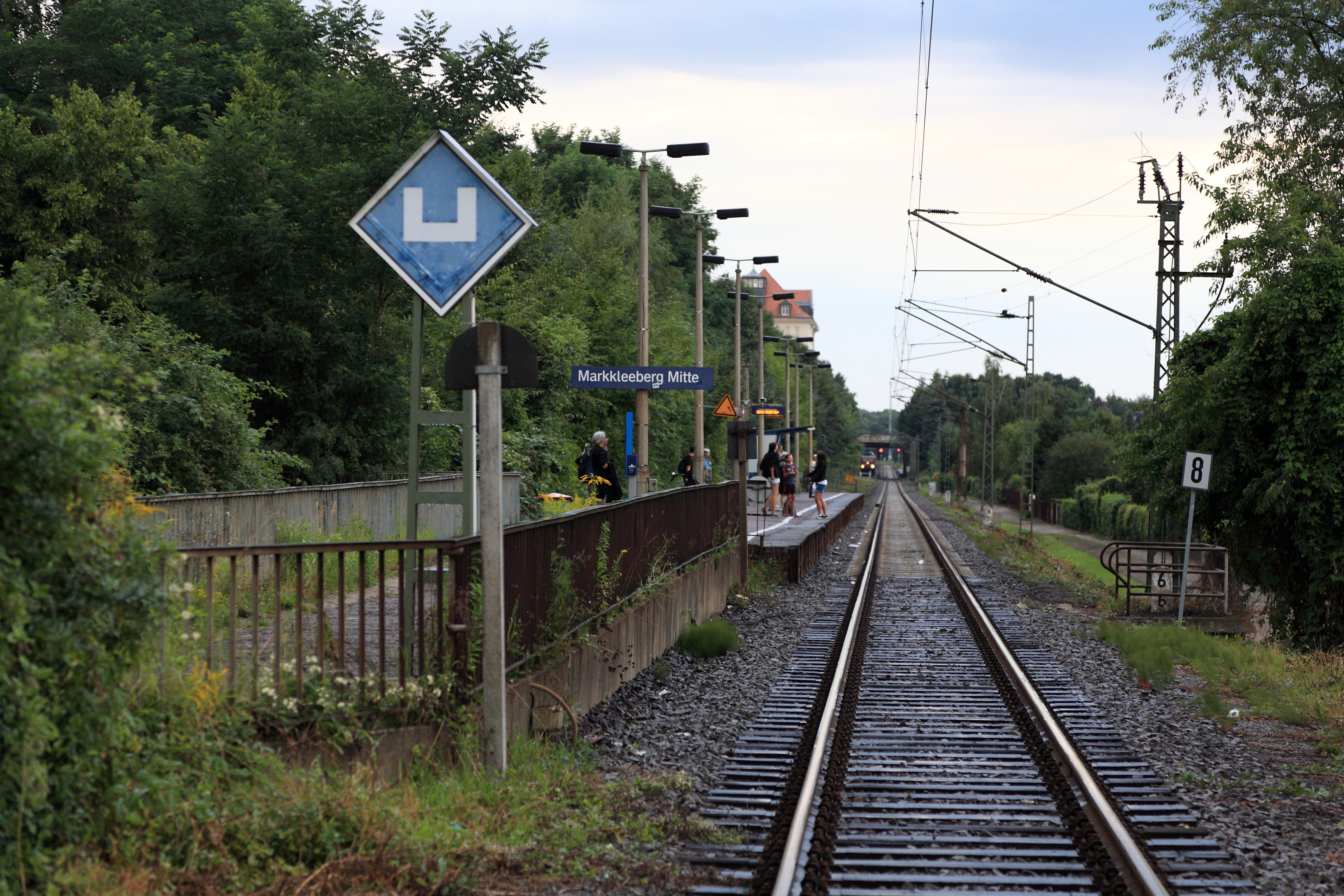
Haltepunkt Markkleeberg Mitte während der Umleitungen (2013)

- Fahrleitungskreuzung, die Fahrdrahtspannung war umschaltbar
- Fahrleitung mit Systemtrennstellen
- Haltepunkt Markkleeberg Mitte während der Umleitungen (2013)
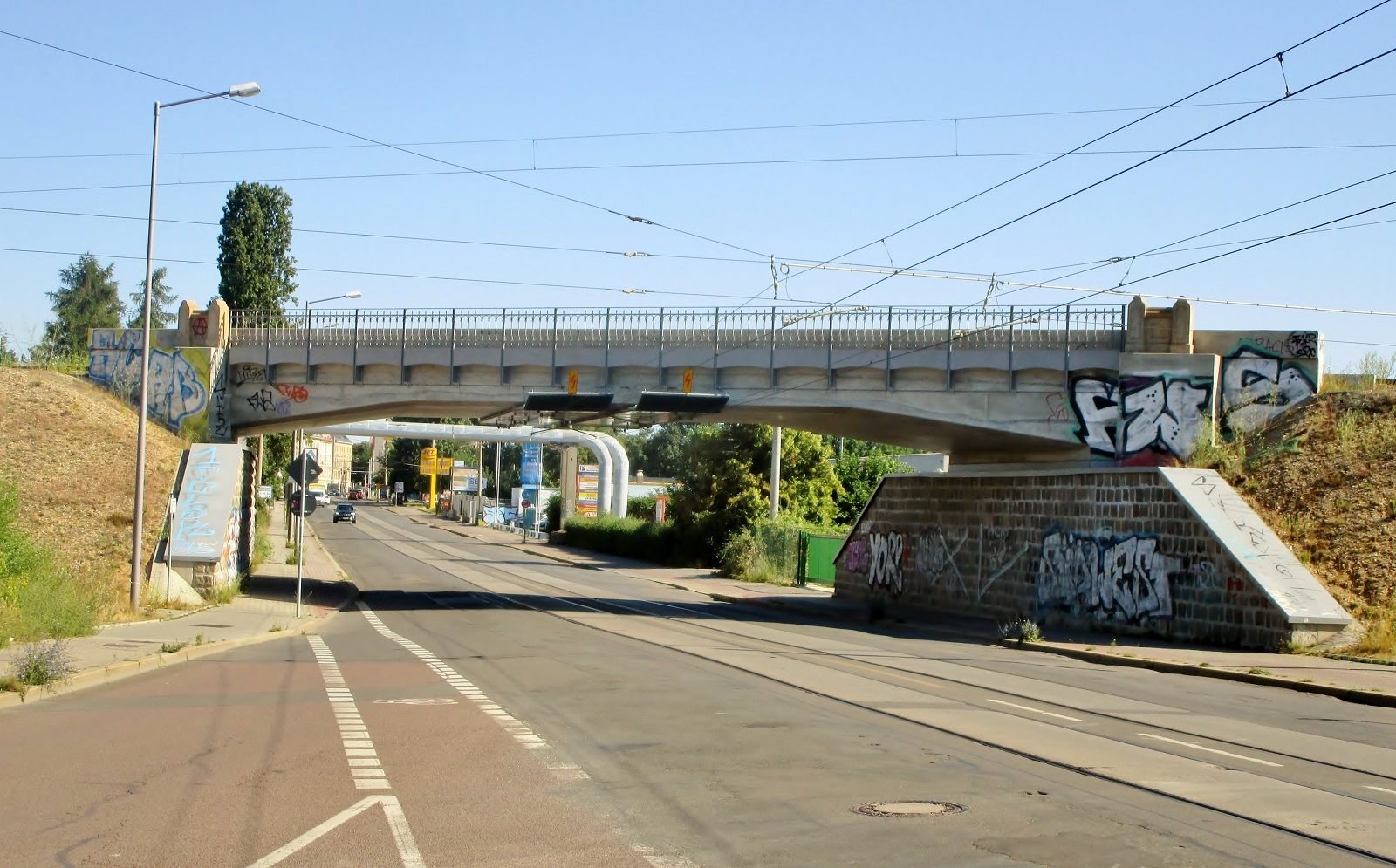
Brücke der Bahn über die Dieskaustraße in Kleinzschocher (2022)

2018 wurde der Bahnhof Markkleeberg West in das elektronische Stellwerk Gaschwitz einbezogen. Zudem wurden 2019 die Brücken über die Dieskaustraße und die Küchenholzallee erneuert und dabei auch der Bahnsteig und das Trafohaus des ehemaligen Haltepunktes Kleinzschocher zurückgebaut.

## Streckenbeschreibung

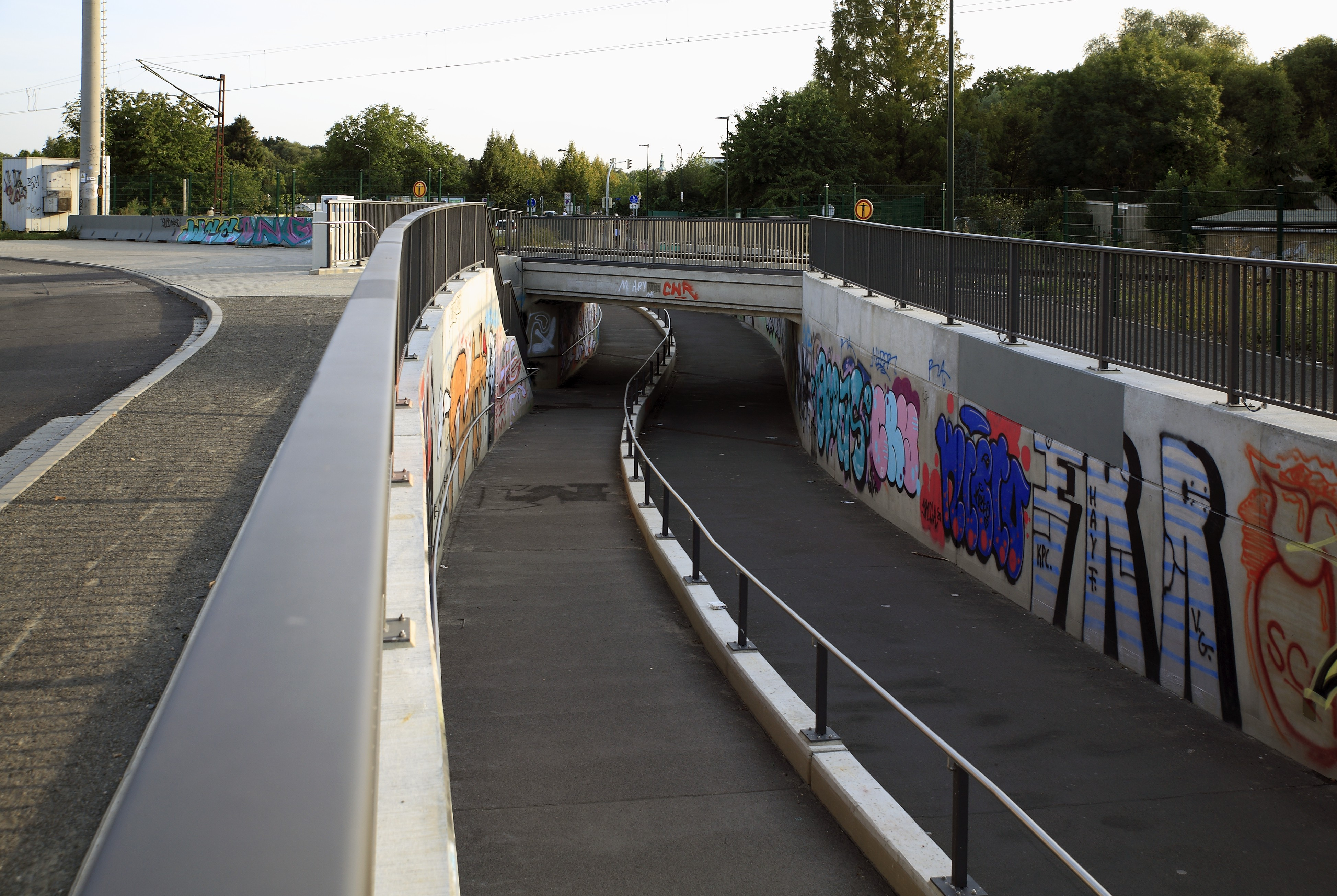
Wegunterführung Equipagenweg, seit Ende 2019 nutzbar

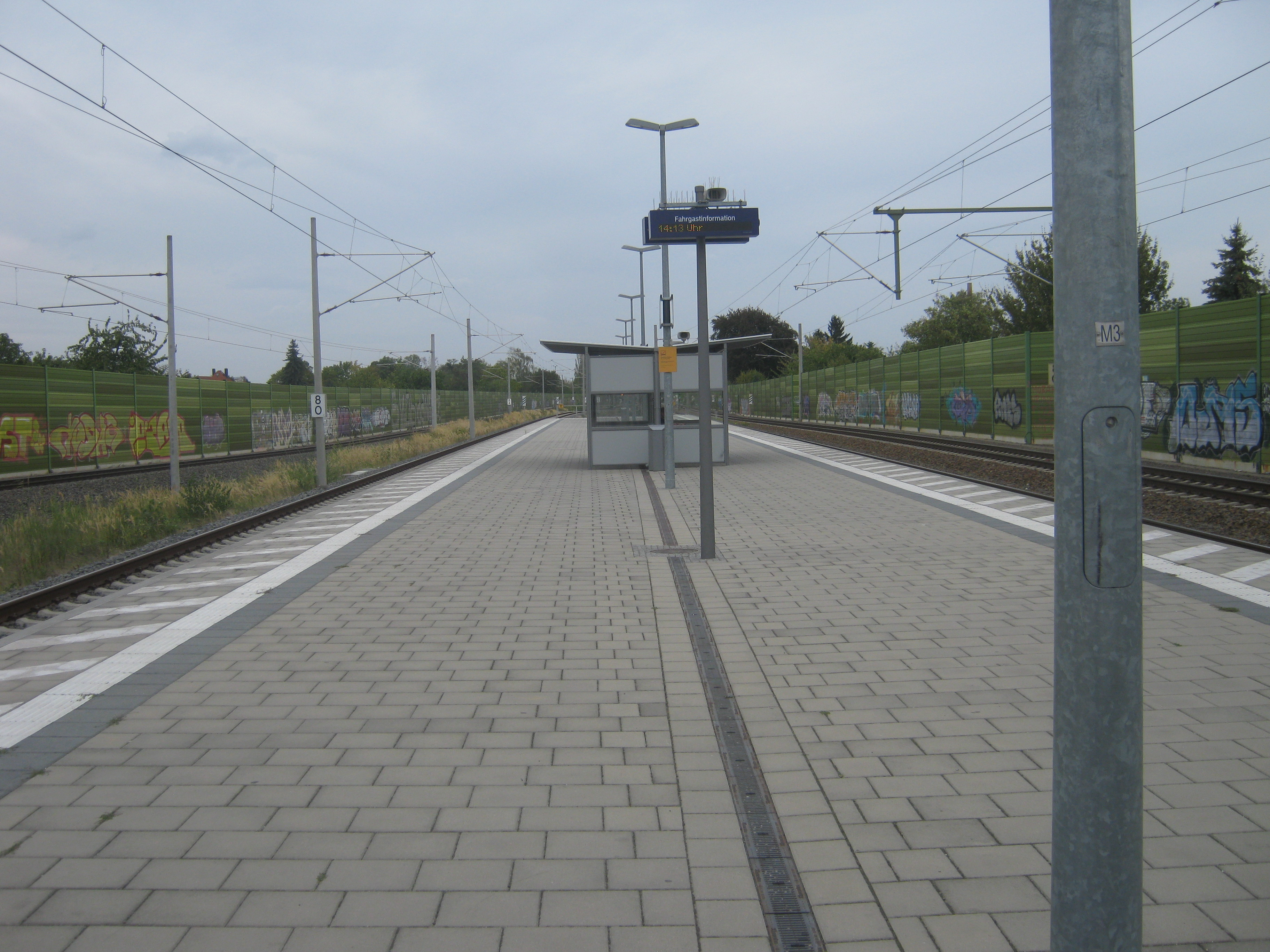
Haltepunkt Markkleeberg-Großstädteln 2018

Die eingleisige Strecke zweigt im Bahnhof Leipzig-Plagwitz von der Bahnstrecke Leipzig–Gera ab. Vor dem Umbau des Bahnhofes lag die Trennung am Stellwerk W5 nördlich der Schwartzestraße, seitdem auf Höhe des ehemals preußischen Bahnbetriebswerkes Leipzig-Plagwitz, heute Eisenbahnmuseum Bayerischer Bahnhof zu Leipzig. Der Bahnhof Leipzig-Plagwitz erstreckte sich bis zur Dieskaustraße. Hier stand das Stellwerk B7, das die Einfahrten in die Güterzugeinfahrgleise vor dem Ablaufberg nahe Schwartzestraße sicherte. Auf Höhe der inzwischen ausgebauten Einfahrweiche liegt der seit 2002 ungenutzte Bahnsteig Leipzig-Kleinzschocher. Die Strecke führt durch den Leipziger Stadtteil Kleinzschocher und den südlichen Auenwald mit Weißer Elster und Elsterfloßgraben.  Deshalb wird sie im Volksmund auch als Waldbahn bezeichnet.
In der Stadt Markkleeberg folgen die seit Ende 2019 bestehende Wegunterführung Equipagenweg für Rad- sowie Fußgängerverkehr und der Bahnhof Markkleeberg West, an dessen Südende die Bahnanlagen von der Koburger Straße überquert werden.
Für Umleitungen wird der Haltepunkt Markkleeberg Mitte betriebsfähig gehalten, dessen Bahnsteige an die Rathausstraße gebunden sind. Von diesem Haltepunkt mit möglichem Zwischenhalt in Markkleeberg-Großstädteln bis zum Bahnhof Markkleeberg-Gaschwitz verläuft die Strecke parallel zur Bahnstrecke Leipzig–Hof.